# Ottignies-Louvain-la-Neuve
Ottignies-Louvain-la-Neuve (en valón Ocgniye-Li Noû Lovén), es el municipio belga surgido en 1977 de la fusión de las antiguas comunas de Ottignies, Limelette, Céroux-Mousty y la nueva ciudad universitaria, Louvain-la-Neuve (Lovaina la Nueva) en el Brabante Valón.

## Geografía

### Secciones del municipio
El municipio comprende los antiguos municipios, que se fusionaron en 1977:
| - Ottignies - Louvain-la-Neuve - Limelette - Céroux-Mousty |

## Demografía

### Evolución
Todos los datos históricos relativos al actual municipio, el siguiente gráfico refleja su evolución demográfica, incluyendo municipios después de efectuada la fusión el 1 de enero de 1977.
| Gráfica de evolución demográfica de Ottignies-Louvain-la-Neuve entre 1846 y 2020 |
|                                                                                  |

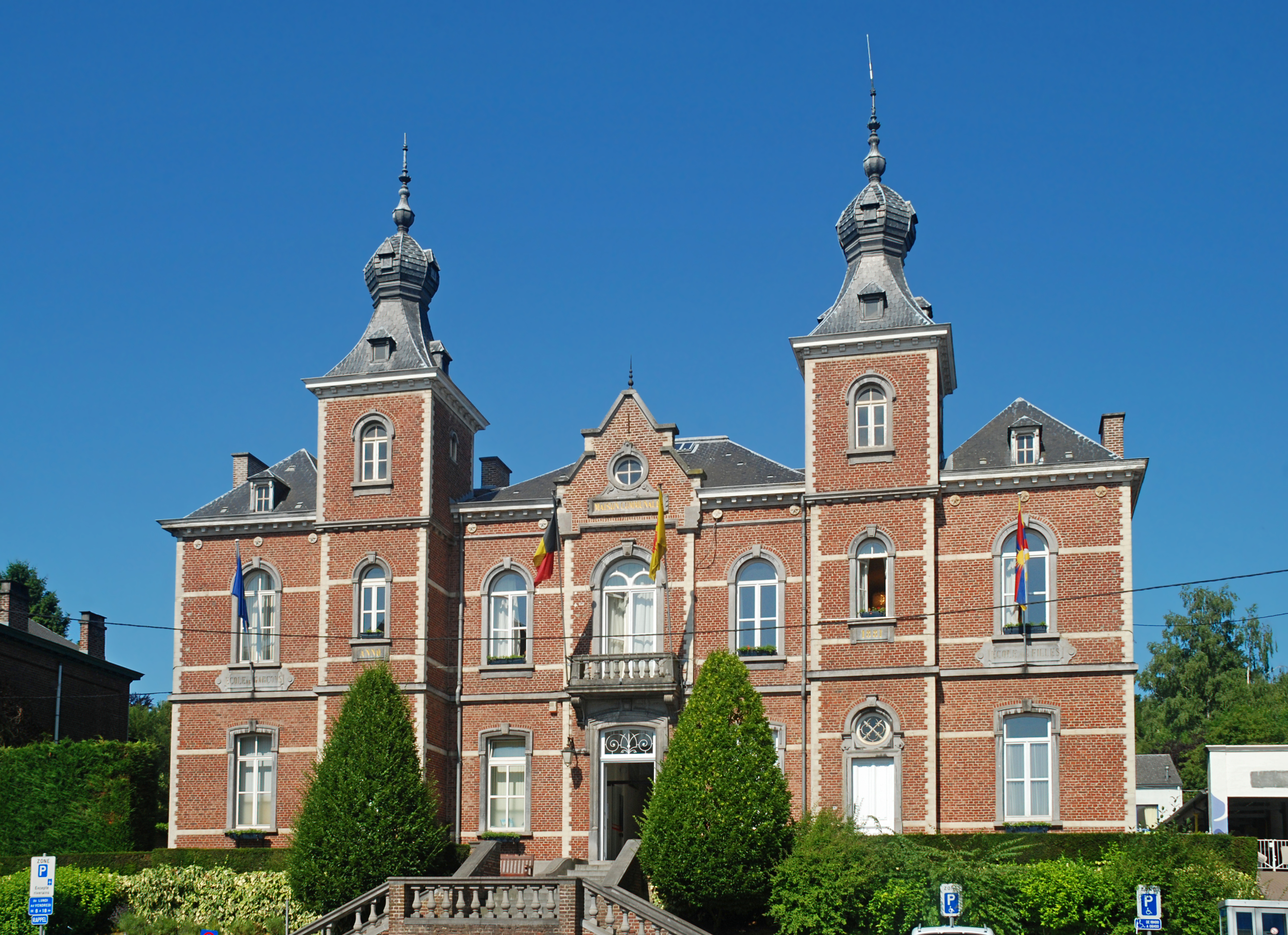
Ayuntamiento de Ottignies (1881).